# 아사쿠라 키키
아사쿠라 키키(일본어: 浅倉樹々 아사쿠라 기키[*], 2000년 9월 3일 ~ )는 일본의 여성 아이돌 그룹 전 츠바키팩토리의 멤버. 전 J.P ROOM(업프런트 그룹) 소속. 지바현 기사라즈시 출신.
2025년 3월 31일, 소속사 J.P ROOM를 퇴소와 동시에 연예 활동을 종료.

## 출연

### 콘서트 · 라이브
- M-line Special 2023 ~Magical Wish~ (2023년 9월 23일, 센다이 GIGS, 2회 공연 · 24일, 고리야마 Hip Shot Japan, 2회 공연 · 10월 22일, OSAKA MUSE, 2회 공연 · 12월 2일, 카시와 PALOOZA, 2회 공연)
- Hello! Project 25th ANNIVERSARY CONCERT「ALL FOR ONE & ONE FOR ALL!」ACT II (2023년 9월 10일, 국립 요요기 경기장 제1체육관)
- M-line Special 2024 ~Many well wishes~ (2024년 2월 4일, 요코하마 Bay Hall, 2회 공연 · 3월 3일, 시가 U-STONE, 2회 공연 · 16일, 후쿠오카 DRUM LOGOS, 2회 공연 · 17일, 쿠마모토 B.9V1, 2회 공연 · 23일, SOUND SHOWER ark, 2회 공연 · 6월 29일, 사가 U-STONE, 2회 공연 · 30일, EVANS CATSLE HALL, 2회 공연 · 7월 27일, 오카야마 CRAZYMAMA HALL, 2회 공연 · 28일, 히로시마 LIVE VANQUISH, 2회 공연 · 8월 12일, Yogibo META VALLEY, 2회 공연 · 17일, 메구로 퍼시몬 홀, 2회 공연)
- 츠바키팩토리 콘서트 투어 2024 봄「C'mon Everybody !」니이누마 키소라 졸업 스페셜 ~Ready Go! Now!~ (2024년 6월 10일, 일본 무도관) - 게스트로서 출연.

## 서적

### 사진집
- 1st 솔로 사진집「つばきファクトリー 浅倉樹々 1st写真集」(2019년 5월 27일, 와니북스) ISBN 978-4-8470-8211-5
- 2nd 솔로 사진집「海の見える街」(2021년 4월 26일, 와니북스) ISBN 978-4-8470-8359-4
- 3rd 솔로 사진집「cherie」(2023년 3월 22일, 오딧세이 출판) ISBN 978-4-908643-85-9

## 소속 유닛
- 츠바키팩토리 (2015년 ~ 2023년)